# 의병대로
의병대로(Uibyeong-daero)는 충청북도 제천시 용두동에서 단양군 어상천면 연곡삼거리 잇는 14.4km 도로이다.

## 주요 경유지
충청북도
- 제천시 (용두동 . 영서동 . 중앙동 . 남현동 . 신백동 . 화산동) - 단양군 (어상천면)

## 노선
전 구간이 지방도 제522호선에 속하기 때문에 이에 따른 표시는 하지 않음.
| 이름                  | 접속 노선                        | 소재지 | 소재지   | 비고 |
| --------------------- | -------------------------------- | ------ | -------- | ---- |
| (교차로 이름 미상)    | 용두대로                         | 제천시 | 용두동   |      |
| 서부교                |                                  | 제천시 | 영서동   |      |
| (이름없음)            | 내제로                           | 제천시 | 영서동   |      |
| 서부사거리            | 송문로                           | 제천시 | 중앙동   |      |
| 동명초등학교앞 교차로 | 의병대로13번길 의병대로14번길    | 제천시 | 중앙동   |      |
| 명동 교차로           | 의림대로                         | 제천시 | 중앙동   |      |
| 동현 교차로           | 국가지원지방도 제82호선 (내토로) | 제천시 | 남현동   |      |
| 월백교                |                                  | 제천시 | 신백동   |      |
| (교차로 이름 미상)    | 국도 제38호선 (북부로)           | 제천시 | 화산동   |      |
| 두학소교              |                                  | 제천시 | 신백동   |      |
| 연곡삼거리            | 지방도 제532호선 (매포어상천로)  | 단양군 | 어상천면 |      |

## 주요 시설및 건물
- 제천중학교 (의병대로 29/서부동 251)
- 제천시서부우편취급국 (의병대로 31/서부동 233)
- 신제천새마을금고 본점 (의병대로 49/명동 11-14)
- 신한은행 제천금융센터 (의병대로 71/명동 4-16)
- 스쿨룩스 제천점 (의병대로 77/명동 3-10)
- 세븐일레븐 제천남천대로점 (의병대로 112/남천동 988)
- 기아자동차 의림대리점 (의병대로 114/남천동 987)
- 현대오일뱅크 동남주유소 (의병대로 132/남천동 903)
- 경동나비엔 제천중앙대리점 (의병대로 133/남천동 811)
- 현대자동차 블루핸즈 남천점 (의병대로 134/남천동 856)
- 남현동 행정복지센터 (의병대로 147/동현동 55-33)
- 쿠쿠 서비스센터 제천점 (의병대로 149/동현동 55-8)
- 동현새마을금고 본점 (의병대로 156/동현동 58-19)
- CU 제천동현사랑점 (의병대로 164/동현동 58-18)
- 일동카센터 (의병대로 174/동현동 97-1)
- NH농협 제천농협 신백지점 (의병대로 239/신백동 180-13)
- 제천상업고등학교 (의병대로 243/신백동 182-3)
- 맘스터치 제천신백지점 (의병대로 245/신백동 183-1)
- 동현새마을금고 신백지점 (의병대로 246/신백동 184-11)
- GS25 제천신백점 (의병대로 247/신백동 183-13)
- GS칼텍스 그린주유소 (의병대로 264/신백동 191-2)
- 제천동중학교 (의병대로 301/신백동 21)
- SK에너지 두학주유소 (의병대로 356/두학동 986-10)
- GS25 제천두학점 (의병대로 412/흑석동 480-8)
- 두학초등학교 (의병대로 415/흑석동 436)